# Erica lachnaeifolia
Erica lachnaeifolia är en ljungväxtart som beskrevs av Richard Anthony Salisbury. Erica lachnaeifolia ingår i släktet klockljungssläktet, och familjen ljungväxter. Inga underarter finns listade i Catalogue of Life.